# Cigarette Smoke Phantom
Cigarette Smoke Phantom – trzeci i ostatni album polskiej grupy Something Like Elvis, wydany przez Post_Post w 2002 roku i wznowiony przez wytwórnię Electric Eye w 2010. Płytę promowała trasa koncertowa w Polsce i Stanach Zjednoczonych. Utwory "Song for Alexandra" i "Mastershot" wykorzystano w filmie Teraz ja (2005).

## Spis utworów
1. "Foam" – 6:47
2. "Morning in Melbourne" – 2:57
3. "Space Trip" – 4:51
4. "Song for Alexandra" – 4:08
5. "Mastershot" – 7:40
6. "Egzistantional Limerick" – 2:15
7. "Cardiac" – 4:01
8. "Electric Eye" – 8:44
9. "Phantom" – 6:28
10. "Rolling Tape" – 4:20
11. "Someday, Somewhere..." – 5:45

## Twórcy
- Jakub Kapsa – śpiew, bas, gitara, klawisze
- Sławomir Szudrowicz – gitara, bas, śpiew, perkusja
- Maciej Szymborski – akordeon, pianino elektryczne, gitara, syntezatory
- Artur Maćkowiak – gitara, bas
- Bartosz Kapsa – perkusja

oraz, dodatkowo:
- Barbara Podgórska (z grupy Tissura Ani) – śpiew[1]